# براندان غيلفويل
براندان غيلفويل (بالإنجليزية: Brendan Guilfoyle)‏ هو لاعب دوري الرغبي أيرلندي، ولد في 16 يوليو 1984.